# 저지대덤불쥐
저지대덤불쥐(Pogonomelomys bruijni)는 쥐과에 속하는 설치류의 일종이다. 인도네시아 술라웨시섬과 도베라이반도에서 발견된다.

## 생태
저지대덤불쥐는 나무 위에서 생활하는 수상성 동물이며, 나무 구멍 속에서 산다.

## 보전 상태
농업을 위한 길을 만들기 위해 저지대덤불쥐가 서식하는 열대 습윤 숲 제거가 증가하고 있기 때문에 종 생존이 위협 받고 있다. 이전에는 "절멸위급종"으로 분류했지만, 개체수가 좀더 풍부한 것이 발견되어 "준위협종"으로 분류하고 있다.